# ウィークリー郡 (テネシー州)
ウィークリー郡（英: Weakley County）は、アメリカ合衆国テネシー州の北西部に位置する郡である。2010年国勢調査での人口は35,021人であり、2000年の34,895人から0.4%増加した。郡庁所在地はドレスデン町（人口3,005人）であり、同郡で人口最大の都市はテネシー大学マーティン校のあるマーティン市（人口11,473人）である。ウィークリー郡は1823年10月21日に州議会によって設立された。

## 地理
アメリカ合衆国国勢調査局に拠れば、郡域全面積は582平方マイル (1,510 km2)であり、このうち陸地580平方マイル (1,500 km2)、水域は2平方マイル (5.2 km2)で水域率は0.28%である。

### 公園とレクリエーション
- ビッグサイプレスの木州立公園

### 隣接する郡
- グレイブス郡 (ケンタッキー州) - 北
- ヘンリー郡 - 東
- キャロル郡 - 南東
- ギブソン郡 - 南西
- オビオン郡 - 西

## 人口動態

人口ピラミッド

以下は2000年の国勢調査による人口統計データである。
| 基礎データ - 人口: 34,895人 - 世帯数: 13,599 世帯 - 家族数: 9,124 家族 - 人口密度: 23人/km2（60人/mi2） - 住居数: 14,928軒 - 住居密度: 10軒/km2（26軒/mi2） 人種別人口構成 - 白人: 90.27% - アフリカン・アメリカン: 6.95% - ネイティブ・アメリカン: 0.15% - アジア人: 1.32% - 太平洋諸島系: 0.01% - その他の人種: 0.52% - 混血: 0.78% - ヒスパニック・ラテン系: 1.15% | 年齢別人口構成 - 18歳未満: 21.6% - 18-24歳: 15.9% - 25-44歳: 26.1% - 45-64歳: 21.9% - 65歳以上: 14.5% - 年齢の中央値: 35歳 - 性比（女性100人あたり男性の人口） - 総人口: 94.2 - 18歳以上: 91.1 世帯と家族（対世帯数） - 18歳未満の子供がいる: 29.4% - 結婚・同居している夫婦: 54.2% - 未婚・離婚・死別女性が世帯主: 9.5% - 非家族世帯: 32.9% - 単身世帯: 27.0% - 65歳以上の老人1人暮らし: 11.5% - 平均構成人数 - 世帯: 2.38人 - 家族: 2.89人 | 収入と家計 - 収入の中央値 - 世帯: 30,008米ドル - 家族: 38,658米ドル - 性別 - 男性: 28,597米ドル - 女性: 20,845米ドル - 人口1人あたり収入: 15,408米ドル - 貧困線以下 - 対人口: 16.0% - 対家族数: 11.1% - 18歳未満: 16.8% - 65歳以上: 16.2% |

## 都市と町

### 都市
- グリーンフィールド
- マーティン

### 町
- ドレスデン - 郡庁所在地
- グリーソン
- シャロン

### 未編入の町
- デュークダム（部分）
- パーマーズビル
- レイサム

## メディア
郡内にはFM局6局、AM局4局のラジオ局が放送を流している。新聞はドレスデンの「ドレスデン・エンタープライズ」、マーティンの「ザ・ウィークリー・カウンティ・プレス」、テネシー大学マーティン校の学生新聞である「ザ・ペイサー」が発行されている。